# Sericostoma personatum
Sericostoma personatum är en nattsländeart som först beskrevs av Kirby och Spence 1826.  Sericostoma personatum ingår i släktet Sericostoma och familjen krumrörsnattsländor. Arten är reproducerande i Sverige. Utöver nominatformen finns också underarten S. p. analis.

## Bildgalleri

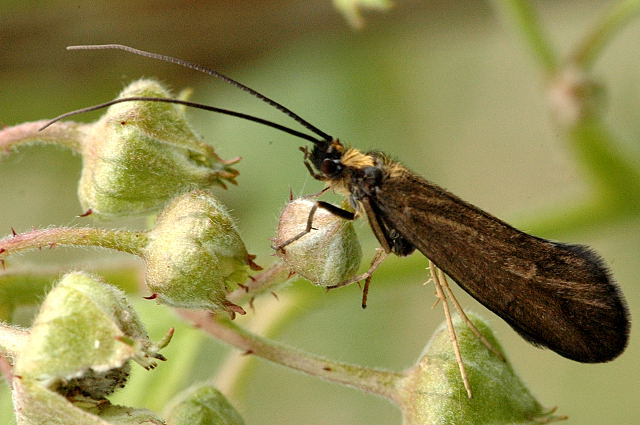
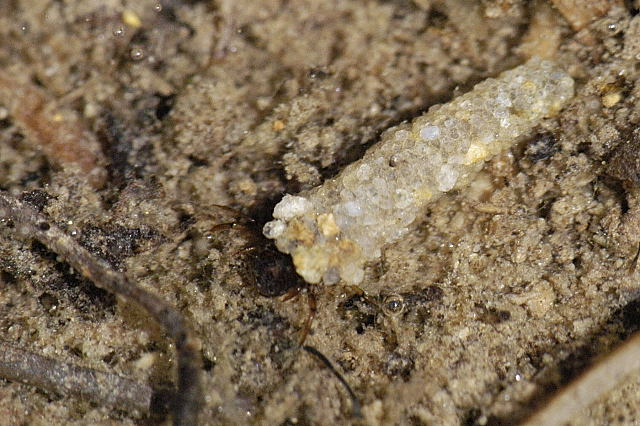
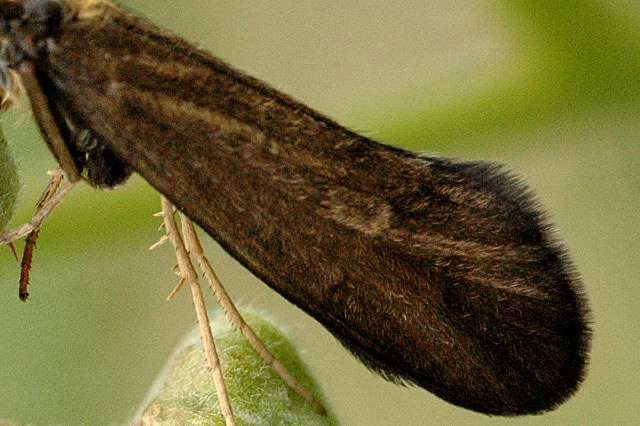